# Juan Ignacio Larrea Holguín

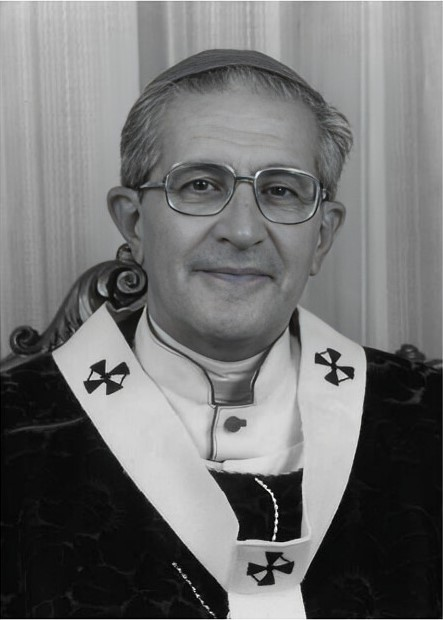
Juan Ignacio Larrea Holguín, 2002

Juan Ignacio Larrea Holguín (* 9. August 1927 in Buenos Aires; † 27. August 2006 in Quito) war von 1989 bis 2003 Erzbischof von Guayaquil sowie zuvor ab 1983 erster ecuadorianischer Militärbischof. Der Jurist veröffentlichte zudem zahlreiche Bücher zum ecuadorianischen Zivilrecht.

## Leben und Wirken
Juan Larrea Holguín wurde in Argentinien geboren, als sein Vater, ein bekannter ecuadorianischer Historiker, sich dort zu diplomatischen Zwecken aufhielt. Schon als Kind ging er mit seiner Familie nach Ecuador. Später ging er nach Rom, um dort zu studieren. 1949 lernte er Josemaria Escriva de Balaguer, den Gründer von Opus Dei, kennen. 1952 wurde er als erster Ecuadorianer Opus-Dei-Mitglied. Er promovierte in Zivil- und Kirchenrecht und kehrte nach Ecuador zurück. Am 5. August 1962 empfing Larrea die Priesterweihe für das Opus Dei.
Papst Paul VI. ernannte ihn am 17. Mai 1969 zum Titularbischof von Cellae in Proconsulari und zum Weihbischof im Erzbistum Quito. Die Bischofsweihe spendete ihm am 15. Juni desselben Jahres Pablo Kardinal Muñoz Vega, Erzbischof von Quito. Mitkonsekratoren waren Manuel de Jesús Serrano Abad, Erzbischof von Cuenca, und der spätere Kardinal Bernardino Echeverría Ruiz, Erzbischof von Guayaquil. Von 1969 bis 1970 war er als Berater der zuständigen Kommission für die Rechtsreform in Ecuador beteiligt. Er war auch in den folgenden Jahrzehnten als Experte für Rechtsfragen tätig, nahm unter anderem an zahlreichen internationalen Konferenzen teil. Am 28. Juni 1980 wurde Larrea Bischof von Ibarra
Drei Jahre später, am 5. August 1983, erfolgte die Ernennung zum Militärbischof des neu errichteten ecuadorianischen Militärordinariats und zum Titularbischof von Novi, was er sechs Jahre blieb. Am 25. März 1988 ernannte ihn Papst Johannes Paul II. zum Koadjutorerzbischof von Guayaquil, am 7. Dezember 1989 trat er die Nachfolge des emeritierten Bernardino Echeverría Ruiz als Erzbischof an. 
Am 7. Mai 2003 nahm Johannes Paul II. sein aus Altersgründen vorgebrachtes Rücktrittsgesuch an. Knapp drei Wochen nach seinem 79. Geburtstag starb Juan Larrea Holguín, der sich nach seinem Rücktritt nach Quito zurückgezogen hatte. Das Erzbistum Guayaquil hat bereits den diözesanen Seligsprechungsprozess eröffnet.

## Ehrungen
- Kaplan des Malteserordens